# تشبندان
تشبندان، روستایی است از توابع بخش مرکزی شهرستان محمودآباد در استان مازندران ایران.ازشمال به روستای حربده و ازجنوب به شهرک صنعتی محمودآباد از غرب به روستای ترسیاب و از شرق به روستای چهار محل متصل است.
تشبندان در سالهای اخیر بدلیل موقعیت مکانی مناسب و طبیعت تقریباً بکر تبدیل به یک منطقه توریستی گردشگری شده است که مردم تهران و سایر شهرهای بزرگ برای اقامت های گردشگری و تفریحی شان در این روستا ویلا و املاک خریداری کردند که این مسئله باعث رونق و توسعه روستا شده است.
درسال 1398 کمربندی کنارگذر شرقی محمودآباد - سرخرود افتتاح شد که دسترسی مناسبی را از منطقه توریستی تشبندان به خط دریا و ساحل دریا ایجاد کرده است ، علاوه‌بر این دسترسی به جاده آمل - محمودآباد و شهر سرخرود را بسیار راحت و مناسب کرده است .
کنار گذرشرقی محمودآباد به طول 5.6 کیلومتر ، اتوبانیست که براساس استانداردهای راه ایجاد شده است .

## جمعیت
این روستا در دهستان اهلمرستاق جنوبی قرار دارد و براساس سرشماری مرکز آمار ایران در سال ۱۳۸۵، جمعیت آن ۲۸۸ نفر (۶۶خانوار) بوده‌است.